# Asylum (Spike)
Asylum è un volume di fumetti dedicati al personaggio di Spike, uno dei protagonisti delle serie televisive Buffy l'ammazzavampiri e Angel.
La storia, ambientata durante la quinta stagione televisiva di Angel, è stata scritta da Brian Lynch e disegnata da Franco Urru. Il positivo riscontro di critica e vendite di questo volume ha convinto Joss Whedon ad affidare a questa coppia anche la realizzazione della serie Angel: Dopo la caduta, considerata come sesta stagione canonica e ufficiale della saga.
Fa qui la sua prima comparsa ufficiale il personaggio di Betta George, il pesce telepatico apparso successivamente anche nella serie canonica. In virtù di questo, Asylum è considerato un volume canonico retroattivamente.
Il volume è stato pubblicato in Italia nel 2013 dalla casa editrice Italycomics.

## Trama

### Parte 1
- Testi: Brian Lynch
- Disegni: Franco Urru
- Colori: Matteo Gherardi
- Inchiostro: Franco Urru
- Copertina: Franco Urru, Paolo Maddaleni
- Copertina 2: Richard Pace
- prima pubblicazione USA: Asylum, part one (27 settembre 2006)

Spike salva una ragazza dall'aggressione di un demone fuori da un bar ma in realtà si tratta di un trucco per adescarlo ideato dai coniugi Monahan. Hanno bisogno del vampiro con l'anima per salvare la propria figlia Ruby rinchiusa nel Mosaic, un centro riabilitativo per creature demoniache. Punto sull'orgoglio quando capisce di essere stato scambiato dai Monahan per Angel e la sua agenzia investigativa, Spike accetta di farsi internare al Mosaic per cercare la ragazza.
- Citazioni:

1. Spike conosce di fama il Mosaic ed è riluttante (Conosco quel genere di posto. L'ho visto. Ci sono stato intrappolato, sondato e fatto a fette) ad entrarci dopo l'esperienza di prigionia vissuta ai tempi dell'Organizzazione.
2. Nella sala d'attesa della clinica, la segretaria intima a Spike di fare silenzio mostrandogli un poster dei Gentiluomini apparsi nell'episodio L'urlo che uccide (Buffy 4x08).

### Parte 2
- Colori: Matteo Gherardi, Elena Virzi, Fabio Mantovan
- Copertina 2: Matt Bush
- prima pubblicazione USA: Asylum, part two (4 ottobre 2006)

La vita dentro il Mosaic non è facile per Spike. Tutti lo conoscono di fama e tutti vogliono vendicarsi di lui. Per impedirgli di fuggire gli è stato inserito nell'orecchio un piccolo verme proveniente da Mah Zinn, il demoniaco direttore del centro. Durante la pausa pranzo viene attaccato dal vampiro Wiseau e salvato dal dottor Ray (ex dipendente della Wolfram & Hart). La sua riabilitazione prevede terapie di gruppo. Nella prima di queste conosce il pesce telepatico Betta George che lo aiuta a capire di essere stato ingannato dai Monahan: la loro figlia Ruby è stata uccisa da Spike anni prima e rinchiuderlo nel Mosaic è la loro vendetta.

### Parte 3
- Colori: Donatella Melchionno
- Copertina 2: Matt Bush
- prima pubblicazione USA: Asylum, part three (20 dicembre 2006)

Il vampiro Wiseau si vendica di Spike ferendo gravemente un componente della terapia di gruppo del vampiro. Gli altri componenti non lasciano il gesto impunito e fanno in modo che i due vampiri si affrontino. Spike non reagisce all'attacco e viene nuovamente salvato dal dottor Ray che gli mostra quale punizione subiscono i vampiri refrattari alle cure: l'operazione di asportazione della fronte da vampiro quando sono trasformati. Betta George ha letto la mente di Wiseau durante lo scontro e ha percepito la frase "stanno arrivando". Parlandone con Spike ed altri componenti della terapia di gruppo, ipotizzano che qualcuno sta organizzando un'evasione.
- Citazione: Spike viene sedato prima di essere preparato per l'operazione chirurgica e durante l'anestesia ha visioni dei pupazzi apparsi nell'episodio L'ora del sorriso (Angel 5x14).

### Parte 4
- Colori: Donatella Melchionno
- Copertina 2: Matt Bush
- prima pubblicazione USA: Asylum, part four (20 dicembre 2006)

Usando i poteri telepatici di Betta George, Spike contatta Lorne a Las Vegas e gli chiede di avvisare la direzione del Mosaic del tentativo di evasione ipotizzato. Nel frattempo, il direttore Mah Zinn decide che Spike è una minaccia per tutti i pazienti e tenta di provocarlo per farlo trasformare in vampiro e asportargli la fronte. Abituato alle torture, Spike non si trasforma e, riuscito a liberarsi, uccide il direttore. A questo punto però il dottor Ray ha campo libero e rivela il suo vero piano.

### Parte 5
- Colori: Donatella Melchionno
- Copertina 2: Matt Bush
- prima pubblicazione USA: Asylum, part five (7 febbraio 2007)

Per riuscire ad andarsene dal Mosaic bisogna rompere l'incantesimo fatto dal suo creatore Ivo Shandor. Il dottor Ray progetta di servirsi di Wiseau e compagni per riuscirci ed aprire un'altra attività in proprio ma viene fermato da Spike e tutti gli altri componenti del gruppo della terapia.

## Collocazione
Siccome gli episodi televisivi Giochi di potere (Angel 5x21), Non svaniremo (Angel 5x22), i fumetti Angel - Dopo la caduta vol. 2 Prima notte, Spike: Dopo la caduta e Angel: Dopo la caduta vol. 1 costituiscono un unico ininterrotto filone narrativo, il primo incontro tra Spike e Betta George non può che avvenire prima della penultima puntata del telefilm.